# Classe L (sous-marin américain)
Pour les autres classes de navires du même nom, voir Classe L.
Les sous-marins de la classe L forment une classe de 11 sous-marins construits de 1914 à 1917 pour la marine américaine. C'est la première fois que ce type de sous-marin océanique est construit par les États-Unis.
Les bateaux du groupe 2 conçus par Lake Torpedo Boat (L-5 à L-8) sont construits selon des spécifications légèrement différentes des autres navires du groupe 1 (conçus par Electric Boat) et sont parfois considérés comme une classe distincte, la classe L-5.

## Historique de service
Après avoir servi dans la flottille de l'Atlantique (la majeure partie des navires du groupe 1), la plupart passeront en radoub à Philadelphie après l'entrée des États-Unis dans la Première Guerre mondiale, ce qui reflète l'expérience alors limitée de la marine américaine dans les opérations océaniques sous-marines. En décembre 1917, les sept navires sont envoyés dans la baie de Bantry en tant que 5e division sous-marine pour l'escorte de convoi et les patrouilles anti-U-boot. Les quatre nouveaux submersibles du groupe 2 sont ensuite déployés aux Açores en novembre 1918 en tant que 6e division pour renforcer quatre sous-marins de la classe K déployés dans la même zone en octobre 1917. Lorsqu'ils sont déployés en combat, les sous-marins américains de la classe L affichent des numéros de fanions « AL » pour éviter toute confusion avec les sous-marins britanniques de la classe L.

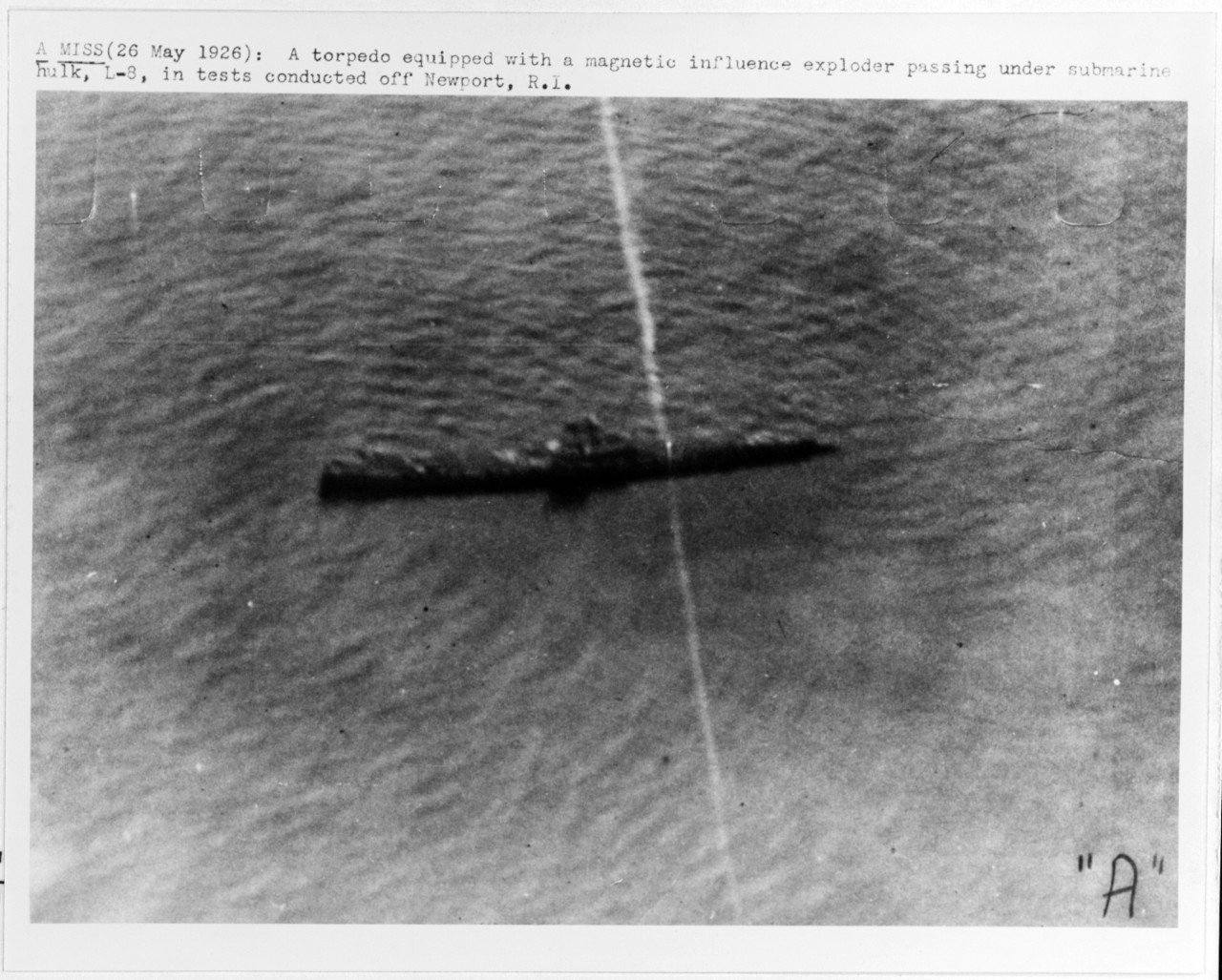
Le L-8 est coulé comme cible au large de Newport Rhode Island en mai 1926.

Les sous-marins américains ne coulent aucun sous-marin pendant la Première Guerre mondiale. La classe était généralement sous-motorisé, mais elle jouissait d'un bon rayon d'action pour les patrouilles dans l'Atlantique Nord et dans les eaux britanniques. Après la guerre, la classe L est impliquée dans des essais de nouvelles torpilles et d'équipements hydrophones sur les côtes est et ouest avant d'être retirée du service en 1922 et 1923. Les L-3, L-9 et L-11 sont remotorisés avec des moteurs diesels Busch-Sulzer retirés des navires de la classe N construits par Lake en 1921. Trois submersibles du groupe 1 sont mis au rebut en 1922, les quatre submersibles du groupe 2 Lake sont mis au rebut en 1925 et les autres sont mis au rebut en 1933 en vertu du traité naval de Londres, limitant l'armement naval.

## Navires de la classe
Groupe 1 (conception : Electric Boat)
| Nom du navire et n° de coque | Constructeur        | Pose de la quille | Lancement       | Commission        | Retrait du service | Sort           |
| ---------------------------- | ------------------- | ----------------- | --------------- | ----------------- | ------------------ | -------------- |
| USS L-1 (SS-40)              | Fore River Shipyard | 13 avril 1914     | 20 janvier 1915 | 11 avril 1916     | 7 avril 1922       | Démoli en 1922 |
| USS L-2 (SS-41)              | Fore River Shipyard | 19 mars 1914      | 11 février 1915 | 29 septembre 1916 | 4 mai 1923         | Démoli en 1933 |
| USS L-3 (SS-42)              | Fore River Shipyard | 18 avril 1914     | 15 mars 1915    | 22 avril 1916     | 11 juin 1923       | Démoli en 1933 |
| USS L-4 (SS-43)              | Fore River Shipyard | 23 mars 1914      | 3 avril 1915    | 4 mai 1916        | 14 avril 1922      | Démoli en 1922 |
| USS L-9 (SS-49)              | Fore River Shipyard | 2 novembre 1914   | 27 octobre 1915 | 4 août 1916       | 4 mai 1923         | Démoli en 1933 |
| USS L-10 (SS-50)             | Fore River Shipyard | 17 février 1915   | 16 mars 1916    | 2 août 1916       | 5 mai 1922         | Démoli en 1922 |
| USS L-11 (SS-51)             | Fore River Shipyard | 17 février 1915   | 16 mai 1916     | 15 août 1916      | 28 novembre 1923   | Démoli en 1933 |

Groupe 2 (conception : Lake Torpedo Boat Company)
| Nom du navire et n° de coque | Constructeur               | Pose de la quille | Lancement         | Commission      | Retrait du service | Sort                      |
| ---------------------------- | -------------------------- | ----------------- | ----------------- | --------------- | ------------------ | ------------------------- |
| USS L-5 (SS-44)              | Lake Torpedo Boat Company  | 14 mai 1914       | 1er mai 1916      | 17 février 1918 | 5 décembre 1922    | Démoli en 1925            |
| USS L-6 (SS-45)              | Craig Shipbuilding Company | 27 mai 1914       | 31 août 1916      | 7 décembre 1917 | 25 novembre 1922   | Démoli en 1925            |
| USS L-7 (SS-46)              | Craig Shipbuilding Company | 2 juin 1914       | 28 septembre 1916 | 7 décembre 1917 | 15 novembre 1922   | Démoli en 1925            |
| USS L-8 (SS-48)              | Portsmouth Naval Shipyard  | 24 février 1915   | 23 avril 1917     | 30 août 1917    | 15 novembre 1922   | Coulé comme cible en 1926 |